# Jordi Mestres i López
Jordi Mestres i López (Girona, 1967) és un investigador químic català que treballa en el camp de la recerca de molècules d'interès farmacològic. També és investigador actiu com a genealogista.

## Formació
En Jordi Mestres va ser estudiant a l'Escolania de Montserrat (1977-1981). L'any 1990 va obtenir la llicenciatura en química per la Universitat Autònoma de Barcelona (UAB) i l'any 1995 el doctorat en química (química computacional) per la Universitat de Girona (UdG), amb estades curtes de recerca a la Université de Paris-Sud (1992), la Rice University (1993) i l'empresa farmacèutica Upjohn Co. (Kalamazoo, Estats Units; 1995).

## Recerca en química
En paral·lel a la seva recerca en el camp de la química quàntica, es va encaminar cap el disseny computacional de fàrmacs, amb una estada post-doctoral a l'empresa Pharmacia & Upjohn (Kalamazoo, Estats Units).
L'any 1997 entrà com investigador a l'empresa NV Organon (Oss, Països Baixos) i tres anys més tard va ser nomenat Director de Química Mèdica Computacional a Organon Laboratories (Newhouse, Regne Unit). El 2003 va iniciar el Grup de Recerca en Quimiogenòmica de l'Institut Municipal d'Investigacions Mèdiques (IMIM), d'on n'ha estat investigador fins a l'any 2023. Ha estat Professor Associat de la Universitat Pompeu Fabra (UPF), i des de la tardor de 2023 és professor visitant de la Universitat de Girona.
L'any 2006 va fundar l'empresa Chemotargets SL, que ha desenvolupat programaris de referència en el camp de la predicció de la farmacologia i la seguretat de molècules, fets servir, per exemple, l'agència americana reguladora del medicament (FDA).
Entre 2010 i 2016 va ser editor de la revista Molecular Informatics.

## Recerca en genealogia
En el camp de la genealogia en Jordi Mestres ha rebut formació d'Armand de Fluvià, té un màster en dret nobiliari i premial, heràldica i genealogia per la Universitat Nacional d'Educació a Distància (UNED), sota la direcció de Jaime de Salazar, i és membre de la junta de la Institució Catalana de Genealogia i Heràldica. El seu àmbit de recerca genealògica es centra principalment en llinatges de les comarques gironines, però també ha investigat llinatges asturians. Ha treballat també en el camp de la genealogia genètica. És autor del llibre que recull l'arbre de costats, fins a la sisena generació, de 100 protagonistes de la història de Girona i comarques nascuts entre 1813 i 1927.

## Premis i honors
La seva recerca en disseny de fàrmacs va ser reconeguda l'any 2006 amb el premi internacional Corwin Hansch que atorga la QSAR, Chemoinformatics and Modeling Society i més recentment amb la seva admissió com a Fellow de la Royal Society of Chemistry. La seva empresa Chemotargets va ser premiada el 2007 pel Consell Social de la Universitat Pompeu Fabra. L'any 2021 va ser considerat un dels vuit investigadors del Parc de Recerca Biomèdica de Barcelona (PRBB) més influents del món. És president del comité organitzador del 24è European Symposium on Quantitative Structure-Activity Relationships a Barcelona el 2024. És membre del Consell Científic Assessor de ChemBioFrance i del Chemical Abstracts Service.

## Obra
- Mestres, Jordi; Girona (Catalunya : Província). Diputació.; Centre de Promoció de la Cultura Popular i Tradicional Catalana. Bibliografia sardanista 1850-2007.  [Girona]: Diputació de Girona : Generalitat de Catalunya, Departament de Cultura, Centre de Promoció de la Cultura Popular i Tradicional Catalana, 2007. ISBN 978-84-611-7179-8. OCLC 804486410.
- Mestres, Jordi. Genealogies gironines : els orígens de protagonistes de la història de Girona i comarques.  [Girona]: Ajuntament de Girona Diputació de Girona Difusió, Publicacions i Videos, 2022. ISBN 978-84-125247-2-7. OCLC 1389892026.

- Mestres, Jordi. Meana - Origen y expansión de un linaje asturiano (s. XV-XX). (en castellà).  [Oviedo]: Editorial Publicaciones, 2023. ISBN 978-84-125561-7-9.

- Montserrat (Monestir).; Montserrat (Monestir). Schola de Monjos. Música a Montserrat 1881-1981 (en llatí).  Madrid: CBS, 1981. OCLC 803823840.
- Montserrat (Monestir).; Civil Castellví, Francesc. Cançons populars catalanes.  Madrid: CBS, 1981. OCLC 807893015.